# Новые Гояны (Молдова)
Новые Гояны (также Гоянул Ноу; рум. Goianul Nou) — село в Молдавии, в составе города Ставчены муниципия Кишинёв. Население около тысячи жителей. Расположен в 14 км от Кишинёва. В посёлке располагаются медицинский пункт, церковь, библиотека, магазин (банкетный зал) и дом культуры.

## История
Первое упоминание о селе датируется к 16 июлю 1896 году. В одном из отчетов об экономическом состоянии в Мерень, в котором говорится, что село имеет 320 голов (по этим данным можно сказать, что село было достаточно большим). 16 августа 1902  упоминается, что село имело 655 овец. В сентябре 1922 в Гоянах проживают 36 жителей. В 1940 Гояны находились на подчинение района Будешть, проживало 123 человека, большая часть русских.